# Падуб Сугероки
Па́дуб Сугероки (лат. Ilex sugerokii) — вечнозелёный кустарник, вид рода Падуб (Ilex) семейства Падубовые (Aquifoliaceae). Растет небольшими группами, в основном в дубовых и бамбуковых лесах в Китае и Японии. В России встречается только на островах Кунашир и Итуруп (северная граница ареала этого вида).

## Ботаническое описание
Вечнозелёный кустарник высотой до 3 метров. Молодые побеги слегка опушённые, старые — голые, с выпуклыми шрамами от опавших листьев и эллиптическими чечевичками.
Листья кожистые, эллиптические или яйцевидно-эллиптические, длиной до 2—3,5, шириной 1—2,5 см. Основание листа тупое или ширококлиновидное, верхушка тупая или заострённая. Адаксиальная сторона листовой пластинки зелёная, блестящая, почти голая (опушение только по выпуклой центральной жилке), абаксиальная — более светлая, голая, без железистых точек. Край листа внизу цельный, в верхней половине — редко пильчатый. Черешки листьев длиной до 7 мм, слегка опушённые.
Соцветия с белыми однополыми цветками расположены в пазухах листьев побегов текущего года.
Мужские соцветия 3-цветковые, на цветоносах около 1 см длиной, цветоножки 2—5 мм длиной, с одним прицветником. Чашечка блюдцевидная, диаметром около 2,5 мм, глубоко рассечена на 4-6 треугольных лопастей с длинными ресничками. Лепестки продолговатые, слегка сросшиеся основаниями. Тычинки короче лепестков, рудиментарная завязь яйцевидная.
Женские соцветия одноцветковые, цветоножки длиной до 1,5 см, прицветников 1 или 2. Чашечка 4—5 лопастная, сохраняется при плодах. Стаминодии (недоразвившиеся тычинки) короче лепестков, стерильные пыльники продолговато-стреловидные, завязь яйцевидная, рыльце имеет форму диска.
Плоды — красные, шаровидные костянки диаметром 7—8 мм, на плодоножках длиной около 1,5 см. Содержат 4—6 продолговатых косточек длиной около 3,5 мм, диаметром около 2 мм.
Цветёт падуб Сугероки в июле—августе, плоды созревают в сентябре—октябре. Размножается семенами и вегетативно.

## Применение
Падуб Сугероки перспективен для введения в культуру в качестве декоративного растения.
Охранный статус: 3д — редкие растения, имеющие ограниченный ареал, часть которого находится на территории России. Включён также в Красную книгу Сахалинской области.